# 브라질 핸드볼 국가대표팀
브라질 핸드볼 국가대표팀(포르투갈어: Seleção Brasileira de Handebol)은 브라질을 대표하여 국제 경기에 참가하는 핸드볼 국가대표팀이며, 브라질 핸드볼 연맹이 운영하고 있다.